# Горностай

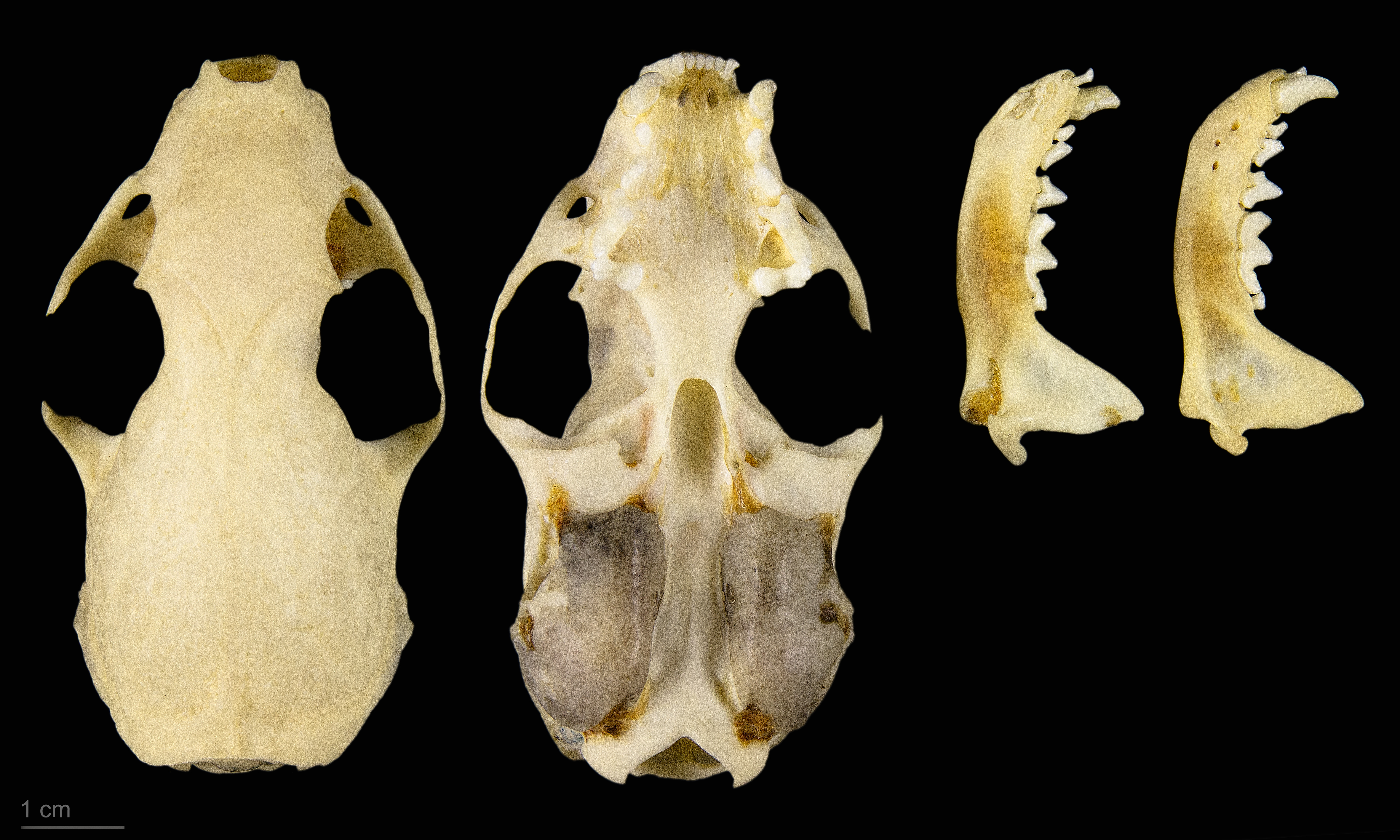
Mustela erminea - Тулузький музей

Горноста́й (Mustela erminea L.) — вид роду Mustela, невелика хутрова тварина родини мустелових (Mustelidae). Цей маленький ссавець завдовжки 30 см, поширений у Північній Америці, Азії та Європі. Під час полювання пересувається надзвичайно швидко.

## Поширення
Поширений горностай у лісостепових районах Західного Сибіру і Північного Казахстану. Майже по всій території України, крім Криму і приморських районів Запорізької та Донецької областей. Ареал охоплює лісостепову, лісову та лісотундрову зони Європи, пн. частину Азії, Кавказ, гори Серед. Азії, Пн. Монголію, Китай, о-ви — Сахалін, Курильські та Японські. Поширений у Північній Америці.
Горностай успішно інтродукований у Новій Зеландії, де став небажаним видом.

## Місця перебування
Долини річок, береги потоків і струмків, озер, ставків, болота, плавні, ліси та узлісся, переліски та чагарникові зарості; деколи трапляється на полях і в населених пунктах.

## Причини зміни чисельності
Несприятливі екологічні фактори, зокрема метеорологічні умови (суворі зими і холодні весни), хвороби (гельмінтози, які в окремі роки вражають до 50% звірів, туляремія, чума тощо), осушувальні меліорації.

## Особливості біології
Веде осілий, прихований присмерковий і нічний спосіб життя. Активний протягом року. Добре плаває, лазить по кущах і деревах. Кубла влаштовує в норах гризунів, дуплах дерев, купах хмизу та серед каміння. Живиться гризунами, птахами та їхніми яйцями, плазунами і жабами, іноді комахами, плодами рослин, але в основному мишами та полівками, яких у роки масового розмноження знищує більше, ніж може з'їсти. Після снігопадів полює під снігом. Самка раз на рік (лютий — кін. травня) після 210 — 330-денної вагітності народжує 2 — 10 (іноді до 18) малят. Статевозрілим стає у З-4-місячному віці. Цінний хутровий звір. Вороги — лисиця, куниця, тхір чорний та хижі птахи.
При народженні вони важать усього три-чотири грами, через місяць прозрівають, а ще через два — стають цілком дорослими. Дорослі тварини мають у довжину від 16 до 38 сантиметрів.
Горностай — хижак. Полює на маленьких, а іноді й більших за себе ссавців, переважно на гризунів. Нищить пташині гнізда — найбільше потерпають від нього жайворонки, ластівки, рябчики і навіть тетеруки. Коли бракує звичного корму, горностаї полюють на змій, ящірок, жаб, а в скрутну годину не гребують і ягодами ялівника. Така всеїдність — одна з характерних рис родини куницевих, до якої належить горностай. Невибагливий він і до місцевості, де селиться. Ведучи наземний спосіб життя, тварина будь-де почувається зручно і затишно: під купою каміння, в густому чагарнику, в старій кротячій норі або в першій-ліпшій заглибині просто неба.
Горностай — вправний плавець, добре лазить деревами, непогано орієнтується в підземних лабіринтах, швидко пересувається у снігу. Звіркові в цьому допомагає гнучке видовжене тіло, загострена мордочка з короткими, майже трикутними вухами, гострі пазурі. Горностай належить до тих рідкісних видів хижаків, які роблять неоціненну послугу людині, знищуючи шкідливих гризунів. А ще звірків цінують за їх м'яке, густе хутро, взимку — сліпучо-біле, окрім чорного кінчика хвоста, і рудувато-буре — о теплій порі року.

## Охорона
В Україні вид перебуває під охороною держави. Горностая включено до Червоної книги України, і полювати на нього чи здобувати з будь-якою метою (науковою, для переселення, винищення) заборонено.

## Розмноження в неволі
Горностай придатний для розведення в штучних умовах. В неволі розмножується.

## Цікаві факти
Горностаєвим хутром обшивають зимову моцетту — одяг-накидку вищого духівництва Католицької церкви й використовували для прикрашання королівського плаща[джерело?].